# Lars Hedin
Lars Tore Hedin, född 6 februari 1930 i Örebro, död 20 september 2002 i Brösarp-Tranås församling, var en svensk fysiker samt professor i teoretisk fysik vid Lunds universitet och vid Linköpings universitet.
Lars Hedin var son till Tore Hedin. Han studerade efter studentexamen 1949 vid Kungliga Tekniska högskolan där han blev teknologie licentiat 1955. Efter en sejour som forskningsassistent i kvantkemi vid Uppsala universitet disputerade han 1965 vid Chalmers tekniska högskola där han fram till 1970 fortsatte både forska och undervisa. Hedin erhöll 1970 den första professuren i teoretisk fysik vid Linköpings universitet, och ett år senare blev han utnämnd professor i teoretisk fysik vid Lunds universitet. Han var även under fyra års tid forskningsdirektör för Max Planck-institutet för fasta tillståndet i Stuttgart, Tyskland. 
Hedins forskning kretsade kring beräkningar av mångelektronsystem. Han ville förenkla de grundläggande fysikaliska lagarna så att dessa var bättre lämpade att använda i datorberäkningar. Både bidrag till täthetsfunktionalteorin och för beräkning av excitationsegenskaper hos metaller och halvledare gjorde honom till ett välbekant namn inom fysiken.

### Fotnoter
1. ↑  Hedin, Lars (1965) (på engelska). Application of many-body theory to the one-electron problem of atoms, molecules and solids. Göteborg. Libris 494146